# پمبروک (کنتاکی)
پمبروک (به انگلیسی: Pembroke) شهری در ایالت کنتاکی کشور ایالات متحده آمریکا است که جمعیت آن در سرشماری سال ۲۰۱۰ میلادی، ۸۶۹ نفر بوده‌است.